# جيل دوغلاس
جيل دوغلاس (بالإنجليزية: Jill Douglas)‏ هي صحفية رياضية بريطانية، ولدت في 1970.